# Dale Mortensen
Dale Thomas Mortensen (Enterprise, 2 de fevereiro de 1939 — Wilmette, Illinois, 9 de janeiro de 2014) foi um economista americano. Sua pesquisa era voltada à macroeconomia e à economia do trabalho. Ele é conhecido por sua contribuição ao estudo da teoria do ajuste do desemprego friccional. Ele estendeu as descobertas nesse campo para estudar também as mudanças de empregos e realocações, pesquisa e desenvolvimento, e relações pessoais.
Mortensen recebeu o Prêmio Nobel de Economia em 2010, junto a Peter Diamond e Christopher Pissarides, por "sua análise dos mercados com fricções de procura". Ele foi um dos que assinaram uma petição para o governo americano não socorresse os bancos em 2008.